# Спуштач напона
Спуштач напона (енгл. Buck converter) је врста DC-DC претварача код ког је вредност излазног напона мања него вредност улазног напона. Његов дизајн је сличан подизачу напона, и слично као подизач напона, спуштач напона је прекидачки напајачи који користи два прекидача (транзистор и диоду) и пригушницу и кондензатор. Замајна диода служи као алтернативна грана за затварање кола када је транзистор искључен, пригушница служи за складиштење енергије, док је улога кондензатора да филтрира напон.
Најједноставнији начин за смањивање једносмерног напона су напонски разделници, али они троше енергију, претварајући је у топлоту, а такође излазни напон није стабилисан (мења се са улазним напоном). Са друге стране, спуштач напона може бити изузетно ефикасан (степен искоришћења до 95% за интегрисана кола) и саморелугишући, што га чини погодним за примене као што је спуштање напона од 12-24 V из батерије лаптопа на неколико волти колико је потребно процесору.